# Traînou
Traînou est une commune française située dans le département du Loiret, en région Centre-Val de Loire. Elle se trouve dans la couronne périurbaine de l'aire urbaine d'Orléans.
La commune constitue à elle seule l'unité urbaine de Traînou.
Ses habitants sont appelés les Trianiens.

## Géographie

### Localisation

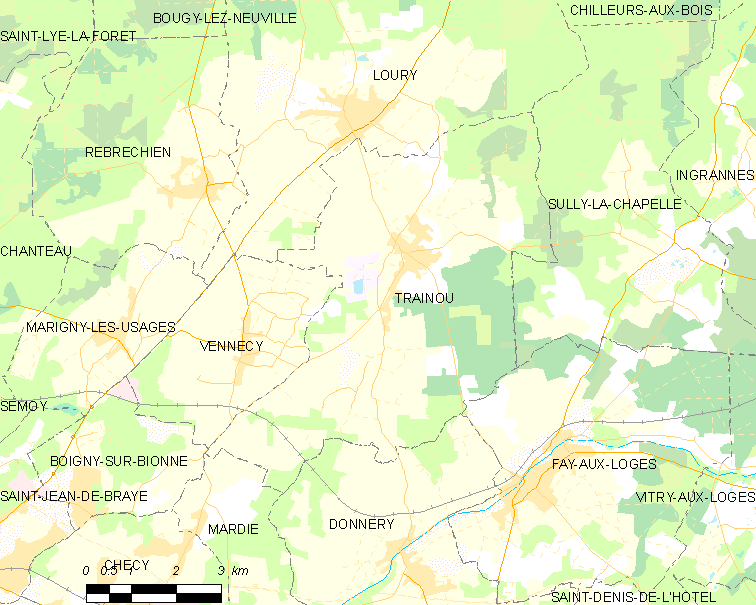
Carte de la commune de Traînou et des communes limitrophes.

La commune de Traînou se trouve dans le quadrant nord-ouest du département du Loiret, dans la région agricole de l'Orléanais et l'aire urbaine d'Orléans.  À vol d'oiseau, elle se situe à 16,7 km  d'Orléans, préfecture du département, et à 11,1 km de Neuville-aux-Bois, ancien chef-lieu du canton dont dépendait la commune avant mars 2015. La commune fait partie du bassin de vie d'Orléans.
Les communes les plus proches sont : Loury (3,1 km), Vennecy (4,3 km), Rebréchien (4,7 km), Sully-la-Chapelle (5,8 km), Fay-aux-Loges (5,9 km), Donnery (6,6 km), Marigny-les-Usages (6,8 km), Ingrannes (8,3 km), Boigny-sur-Bionne (8,6 km) et Bougy-lez-Neuville (9,2 km).
|                          | Loury   |                   |
| Vennecy                  | Traînou | Sully-la-Chapelle |
| Mardié Boigny-sur-Bionne | Donnery | Fay-aux-Loges     |

### Géologie et relief
- m3-p1SASo : Sables et argiles de Sologne (Langhien supérieur à Pliocène inférieur.)
- m2MSO : Marnes et sables de l'Orléanais (Burdigalien)
- m2MCO : Marnes et calcaires de l'Orléanais (Burdigalien)
- m1CPi : Calcaires de Pithiviers (Aquitanien)

Carte géologique de la commune de Traînou.
m3-p1SASo : Sables et argiles de Sologne (Langhien supérieur à Pliocène inférieur.)
m2MSO : Marnes et sables de l'Orléanais (Burdigalien)
m2MCO : Marnes et calcaires de l'Orléanais (Burdigalien)
m1CPi : Calcaires de Pithiviers (Aquitanien)
(: Gouffre, aven
$ : Carrière à ciel ouvert

La région d’Orléans se situe dans le sud du Bassin Parisien, vaste cuvette composée d’un empilement de couches sédimentaires d’origines essentiellement détritiques (issus de l’érosion d’anciennes chaînes de montagnes) et carbonatées (précipitation de carbonate de calcium). Ces dépôts s'étagent du Trias (- 250 millions d’années) au Pliocène (- 23 millions d’années) et se font surtout en contexte marin, mais aussi en milieu lacustre. Les successions de périodes glaciaires et interglaciaires au Quaternaire aboutissent à la configuration géomorphologique actuelle : altération plus ou moins profonde des roches en place, terrasses alluviales anciennes perchées sur les plateaux et incision de la vallée actuelle de la Loire,.
Les calcaires de Beauce, qui constituent le socle du territoire communal, se forment à l'Aquitanien (de - 23 à - 20,5 millions d’années). Leur partie supérieure, les calcaires de Pithiviers (m1CPi) et les marnes et calcaires de l'Orléanais (m2MCO), affleure sur les flancs de la Bionne dans la partie extrême nord de la commune. Cette formation est constituée d’un calcaire beige, crème, carié, vacuolaire, dur ou marneux. Fragmentés et fissurés, les calcaires peuvent être le siège de phénomènes karstiques. Les circulations préférentielles d’eaux souterraines érodent ces calcaires en profondeur et entraînent la formation de dépressions, gouffre ou dolines. Les manifestations en surface de ces fragilités ne sont pas rares dans la région orléanaise. 29 cavités ont été inventoriées par le service régional Centre du BRGM sur la commune, en octobre 2003. Il s’agit d’un gouffre, localisé près du lieu-dit la Motte-Moreau, dans la partie nord de la commune, de trois carrières et de dolines (dépressions circulaires ou elliptiques liée à l'activité karstique).
Les marnes et sables de l’Orléanais (m2MSO), premiers dépôts burdigaliens (de – 20,44 à – 15,97 millions d'années) recouvrant les calcaires de Beauce, occupent principalement les dépressions creusées par la Crénolle et les autres petits cours d’eau. Ces sables sont essentiellement composés de grains de quartz émoussés, accompagnés de feldspaths kaolinisés et friables, de silex à patine noire et de graviers calcaires particulièrement fréquents à la base de la formation,.
Cette formation est elle-même surmontée par les sables et argiles de Sologne (m3-p1SASO), datés du Langhien supérieur au Pliocène inférieur, une formation composée de sables (quartz gneissique ou granitique) argileux très grossiers à fins et de lentilles d’argile verte, pure ou sableuse, occupant toute la partie centrale de la commune.
Le territoire communal est relativement plat puisque la dénivelée maximale est de 37 mètres. L'altitude du territoire varie en effet de 107 mètres à 144 mètres,.

### Climat
Pour des articles plus généraux, voir Climat du Centre-Val de Loire et Climat du Loiret.
En 2010, le climat de la commune est de type climat océanique dégradé des plaines du Centre et du Nord, selon une étude du CNRS s'appuyant sur une série de données couvrant la période 1971-2000. En 2020, Météo-France publie une typologie des climats de la France métropolitaine dans laquelle la commune est exposée à un climat océanique altéré et est dans la région climatique Moyenne vallée de la Loire, caractérisée par une bonne insolation (1 850 h/an) et un été peu pluvieux.
Pour la période 1971-2000, la température annuelle moyenne est de 10,7 °C, avec une amplitude thermique annuelle de 15,5 °C. Le cumul annuel moyen de précipitations est de 669 mm, avec 11,1 jours de précipitations en janvier et 7,2 jours en juillet. Pour la période 1991-2020, la température moyenne annuelle observée sur la station météorologique de Météo-France la plus proche, sur la commune de Loury à 4 km à vol d'oiseau, est de 11,8 °C et le cumul annuel moyen de précipitations est de 757,1 mm,. Pour l'avenir, les paramètres climatiques de la commune estimés pour 2050 selon différents scénarios d'émission de gaz à effet de serre sont consultables sur un site dédié publié par Météo-France en novembre 2022.
| Mois                                  | jan.           | fév.             | mars         | avril         | mai             | juin         | jui.          | août           | sep.          | oct.            | nov.             | déc.           | année     |
| ------------------------------------- | -------------- | ---------------- | ------------ | ------------- | --------------- | ------------ | ------------- | -------------- | ------------- | --------------- | ---------------- | -------------- | --------- |
| Température minimale moyenne (°C)     | 1,6            | 1,1              | 3,1          | 5             | 8,6             | 11,8         | 13,6          | 13,3           | 10,3          | 7,9             | 4,4              | 2              | 6,9       |
| Température moyenne (°C)              | 4,5            | 4,9              | 8,1          | 10,8          | 14,5            | 17,9         | 20,1          | 19,9           | 16,3          | 12,4            | 7,8              | 4,9            | 11,8      |
| Température maximale moyenne (°C)     | 7,4            | 8,8              | 13,1         | 16,7          | 20,4            | 24           | 26,7          | 26,6           | 22,3          | 17              | 11,2             | 7,8            | 16,8      |
| Record de froid (°C) date du record   | −21 07.01.1979 | −15,5 25.02.1986 | −13 01.03.05 | −6 04.04.1973 | −1,9 04.05.1979 | 0 05.06.1991 | 4 11.07.1972  | 2,6 30.08.1986 | 0 11.09.1972  | −4,2 30.10.1997 | −10,5 24.11.1998 | −16 30.12.1985 | −21 1979  |
| Record de chaleur (°C) date du record | 16,5 16.01.20  | 24 27.02.19      | 27 30.03.17  | 31 30.04.05   | 35 28.05.17     | 40 29.06.19  | 43,3 25.07.19 | 41,5 06.08.03  | 36,5 14.09.20 | 30,5 01.10.11   | 23 07.11.15      | 19 16.12.1989  | 43,3 2019 |
| Précipitations (mm)                   | 61,5           | 54,7             | 52,7         | 55,5          | 75,4            | 64,8         | 56            | 57,6           | 58,7          | 70              | 71,8             | 78,4           | 757,1     |

### Milieux naturels et biodiversité

#### Sites Natura 2000
Le réseau Natura 2000 est un réseau écologique européen de sites naturels d’intérêt écologique élaboré à partir des Directives « Habitats » et « Oiseaux ». Ce réseau est constitué de Zones Spéciales de Conservation (ZSC) et de Zones de Protection Spéciale (ZPS). Dans les zones de ce réseau, les États Membres s'engagent à maintenir dans un état de conservation favorable les types d'habitats et d'espèces concernés, par le biais de mesures réglementaires, administratives ou contractuelles. L'objectif est de promouvoir une gestion adaptée des habitats tout en tenant compte des exigences économiques, sociales et culturelles, ainsi que des particularités régionales et locales de chaque État Membre. Les activités humaines ne sont pas interdites, dès lors que celles-ci ne remettent pas en cause significativement l’état de conservation favorable des habitats et des espèces concernés,.
Les sites Natura 2000 présents sur le territoire communal de Traînou sont les suivants :
| Numéro    | Type                                       | Nom                           | Arrêté de classement | Localisation                                                                              |
| --------- | ------------------------------------------ | ----------------------------- | -------------------- | ----------------------------------------------------------------------------------------- |
| FR2410018 | ZPS (directive « Oiseaux »)                | Forêt d’Orléans               | 23 décembre 2003     | Dans la partie est de la commune.                                                         |
| FR2400524 | SIC (directive « Habitats, faune, flore ») | Forêt d’Orléans et périphérie | 20 août 2014         | Deux noyaux sont localisés respectivement dans les parties est et nord-est de la commune. |

Le site de la « forêt d'Orléans » s'étend du nord-est de l'agglomération orléanaise jusqu'aux portes de Gien, suivant un arc de cercle d'une soixantaine de kilomètres de long et d'une largeur variant de 2 à 15 km environ. Cet ensemble forestier quasi continu est majoritairement domanial. La forêt domaniale est constituée de trois massifs distincts, de l'ouest vers l'est, les massifs d'Orléans, Ingrannes et Lorris, en périphérie desquels se trouvent d'autres parcelles forestières. La surface globale des trois massifs domaniaux est de 34 500 hectares. D'une surface totale de 32 177 ha, le site est constitué de deux grandes entités couvrant la presque intégralité des massifs forestiers domaniaux d'Ingrannes et de Lorris. Ces deux grandes entités englobent également d'autres parcelles forestières, ainsi que des étangs, en périphérie, de même que la grande « clairière » de Sully-la-Chapelle, Ingrannes et Seichebrières incluse dans le massif d'Ingrannes. Ce site présente un grand intérêt ornithologique notamment avec la nidification du balbuzard pêcheur, de l'aigle botté, du circaète Jean-le-Blanc, de la bondrée apivore, du busard Saint-Martin, de l'engoulevent d'Europe, des pics noir, mar et cendré, de l'alouette lulu et de la fauvette pitchou. Les étangs constituent par ailleurs des sites d'étape migratoire importants pour différentes espèces.
Le site de la « forêt d'Orléans et périphérie » d'une surface totale de 2 226,40 ha, est morcelé en 38 entités. Celles-ci, de tailles variables (de 0,9 à 347 ha), sont disséminées sur les 3 massifs et leurs périphéries. Au cours de la réalisation du document d'objectifs, à la suite des inventaires de terrain, l'absence d'habitat ou habitat d'espèce d'intérêt communautaire dans certaines entités a conduit à la proposition de leur suppression (13 entités concernées, pour une surface totale de 207,90 ha).  L'intérêt du site réside dans la qualité des zones humides (étangs, tourbières, marais, mares), la grande richesse floristique, avec un intérêt élevé pour les bryophytes, les lichens et les champignons. 17 habitats naturels d’intérêt communautaire sont répertoriés sur le site qui présente aussi un intérêt faunistique, notamment l’avifaune, les chiroptères, les amphibiens et les insectes. Ce site présente une faible vulnérabilité dans les conditions actuelles de gestion ; il s’agit en effet de parcelles de forêt domaniale dont la gestion actuelle n’induit pas de contraintes particulières pour les espèces citées. Certaines comme le balbuzard pêcheur font l’objet d’une surveillance. D’autres espèces justifieraient un suivi, comme le sonneur à ventre jaune, l’aigle botté, la pie-grièche écorcheur.

Sélection de représentants de l'avifaune de la zone Natura 2000 « Forêt d'Orléans».
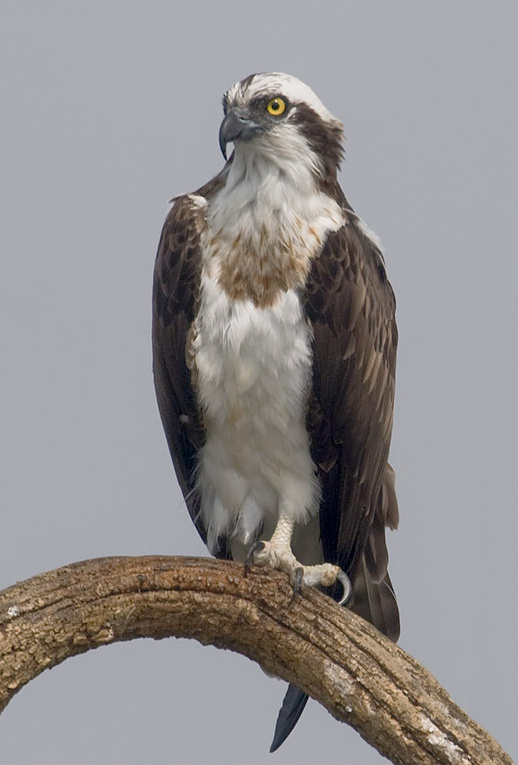
Balbuzard pêcheur.
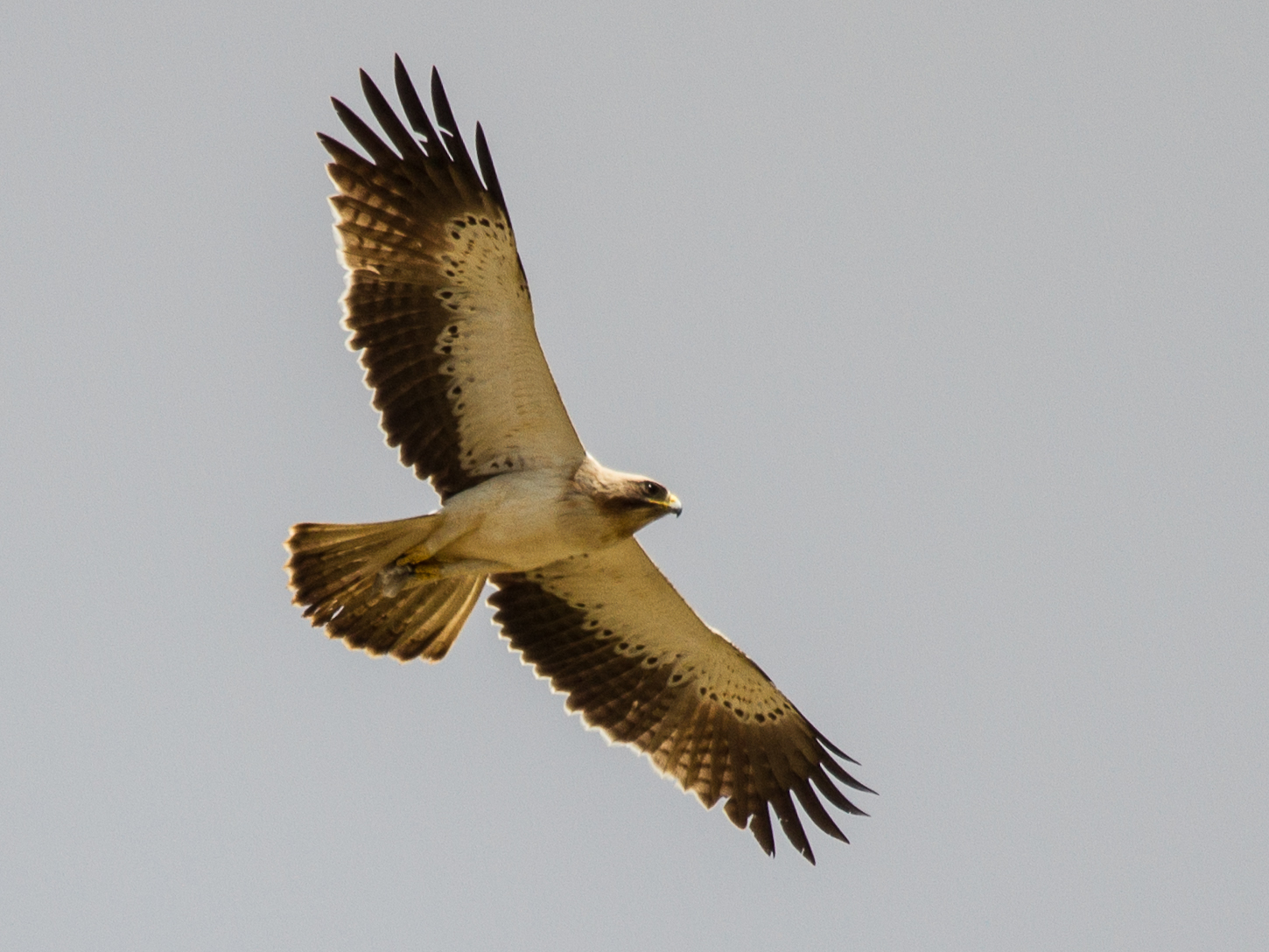
Aigle botté en vol.
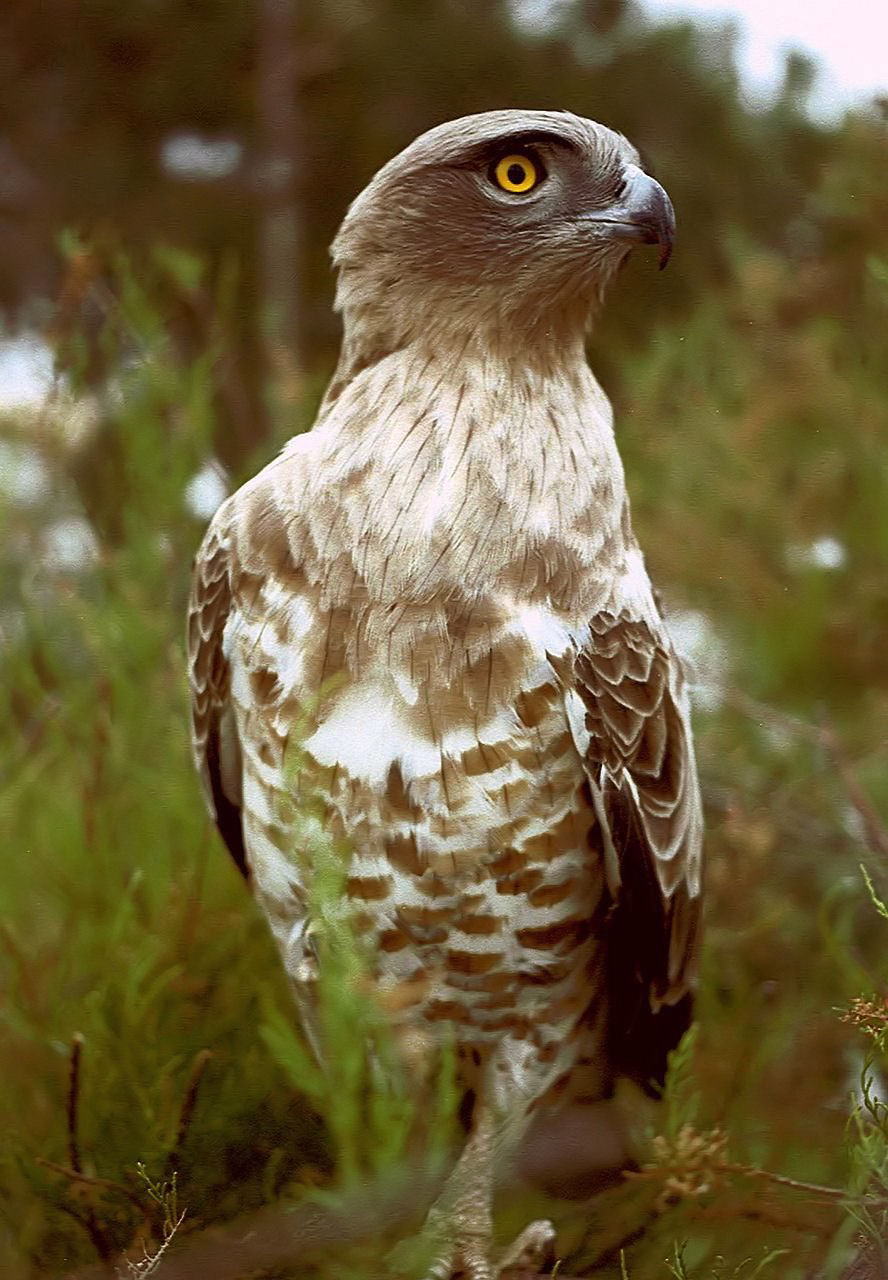
Circaète Jean-le-Blanc.
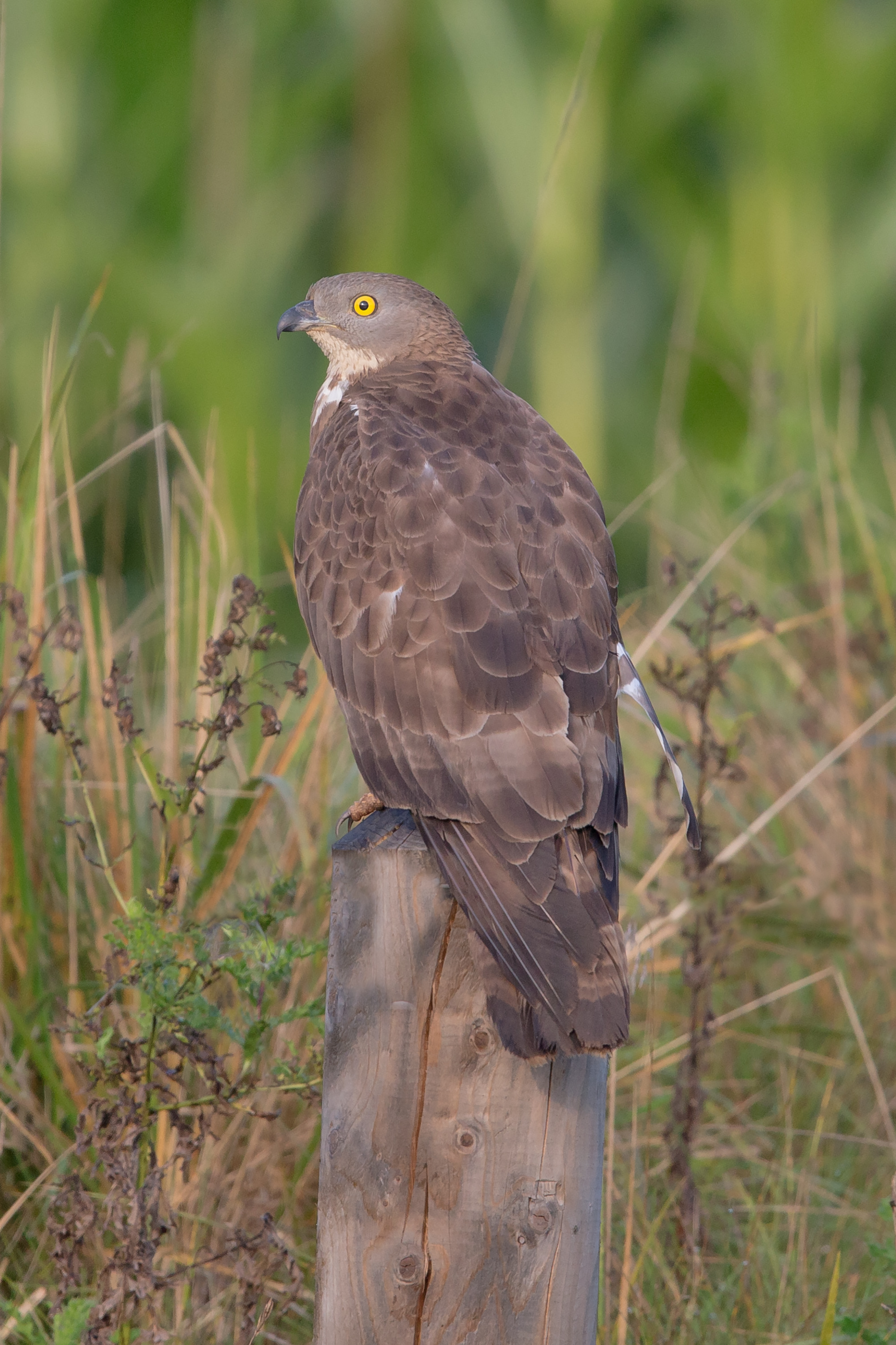
Bondrée apivore.
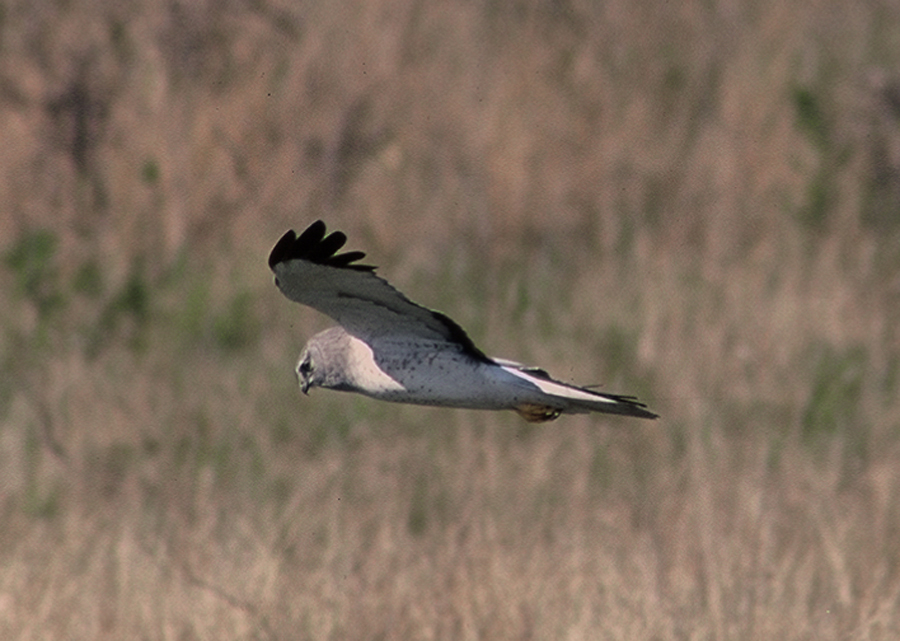
Busard Saint-Martin.
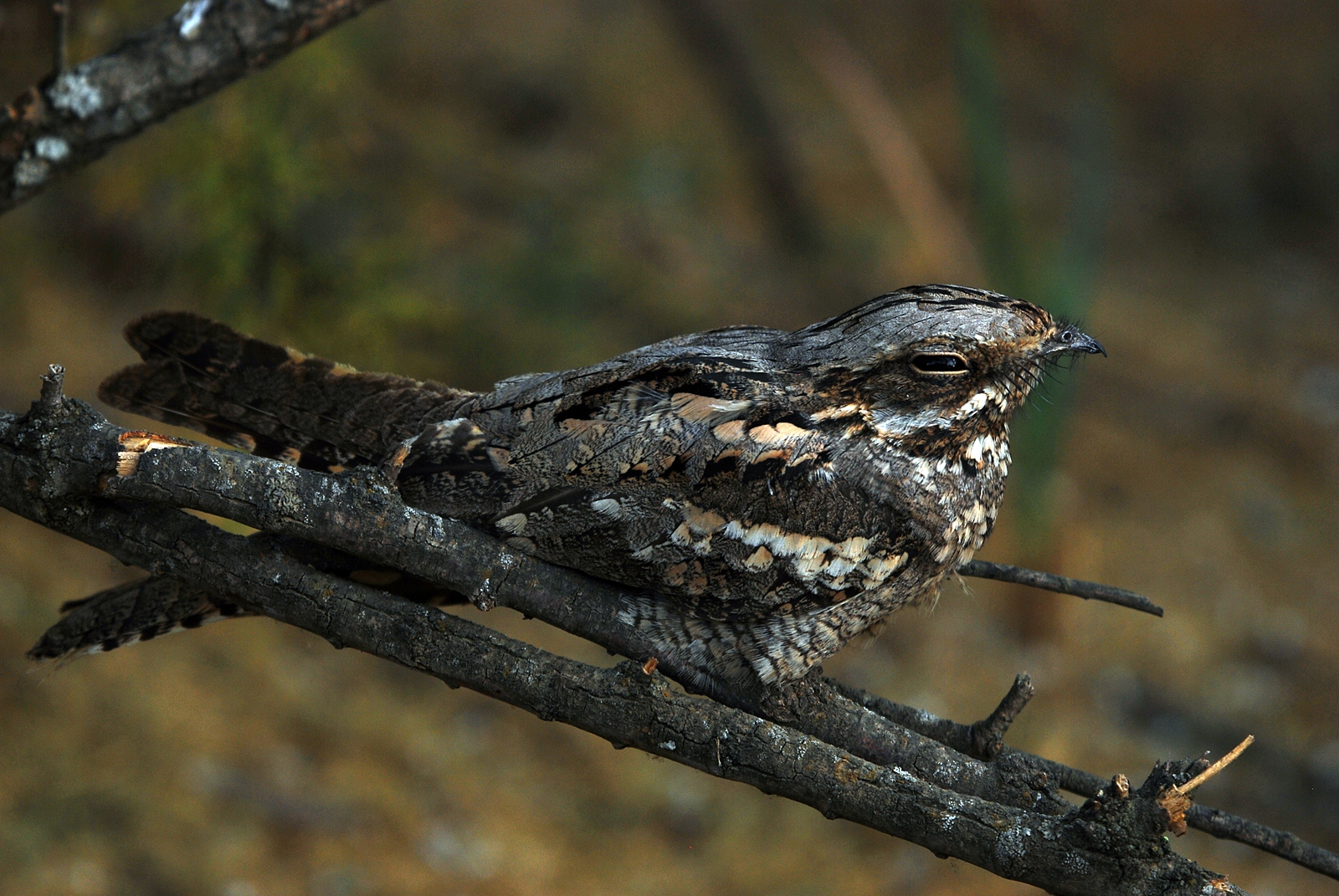
Engoulevent d'Europe.
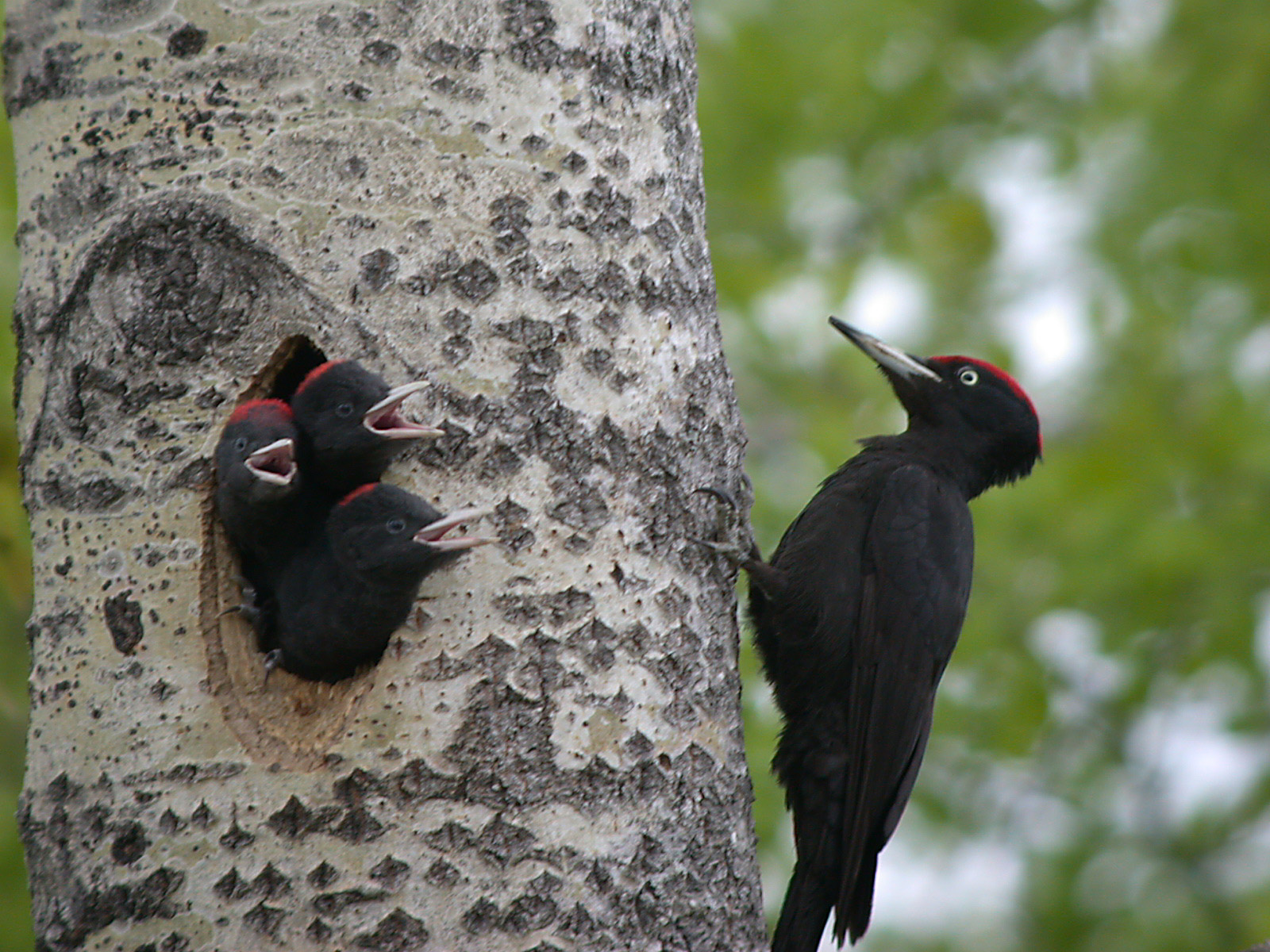
Pic noir.

#### Zones nationales d'intérêt écologique, faunistique et floristique

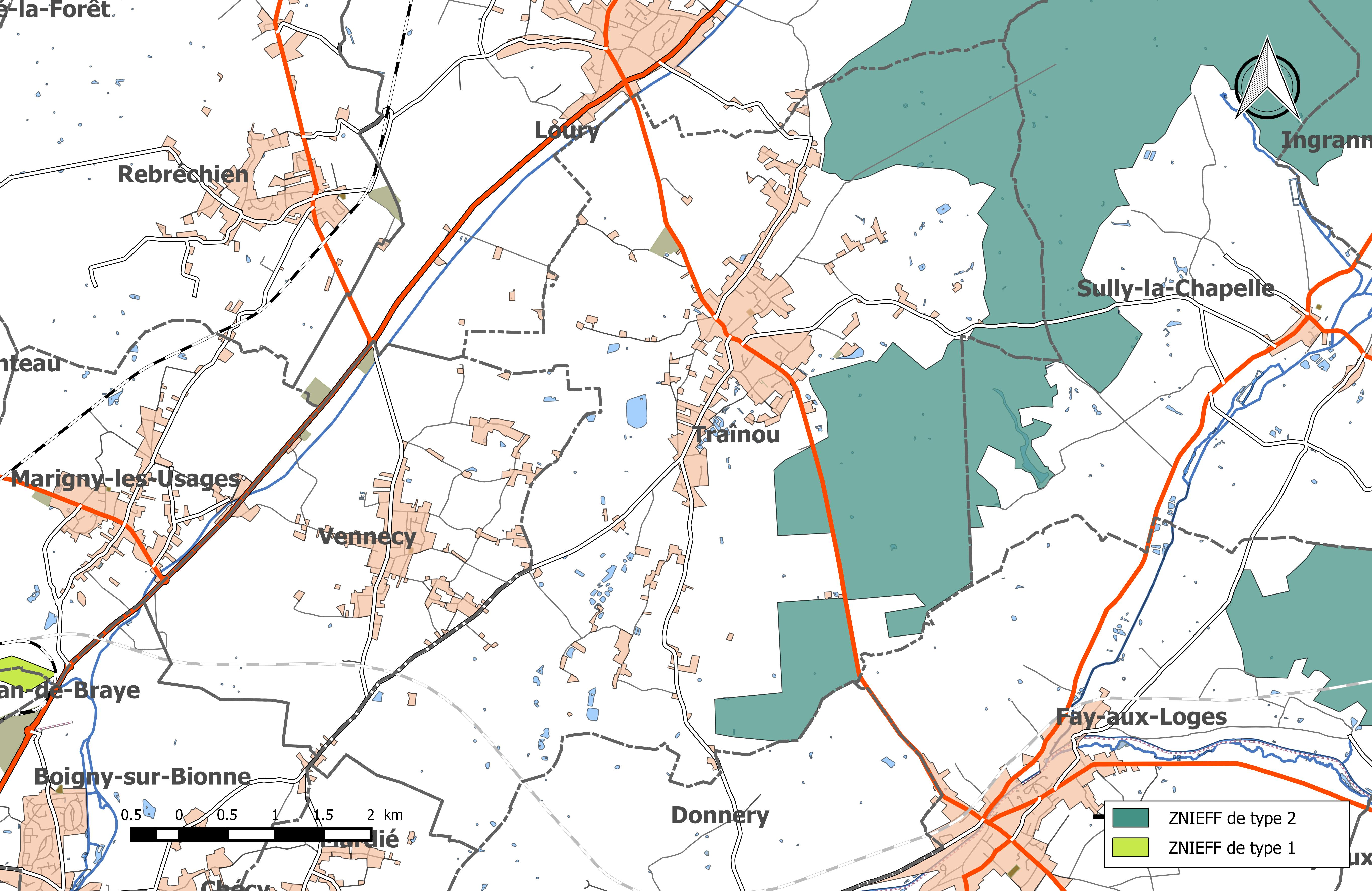
Carte des ZNIEFF de la commune et de ses abords.

L’inventaire des zones naturelles d'intérêt écologique, faunistique et floristique (ZNIEFF) a pour objectif de réaliser une couverture des zones les plus intéressantes sur le plan écologique, essentiellement dans la perspective d’améliorer la connaissance du patrimoine naturel national et de fournir aux différents décideurs un outil d’aide à la prise en compte de l’environnement dans l’aménagement du territoire. Le territoire communal de Traînou comprend une ZNIEFF.
La ZNIEFF, de deuxième génération et de type 2, dénommée « Massif forestier d'Orléans », d'une superficie de 36 086 hectares, s'étend sur 37 communes, dont Traînou. Son altitude varie entre 126 et 174 m. La forêt d'Orléans repose pour l'essentiel sur des terrains de nature comparable à celle des terrains de la Sologne (Burdigalien) épandus sur le coteau de Beauce. Les formations végétales sont donc plutôt acidoclines à acidiphiles avec des secteurs secs et  d'autres  très  humides.  L'intérêt  dépasse  les  contours  complexes  du  massif  domanial  et  s'étend  également  aux  lisières  et
enclaves privées qui le prolongent.

## Urbanisme

### Typologie
Au 1er janvier 2024, Traînou est catégorisée bourg rural, selon la nouvelle grille communale de densité à sept niveaux définie par l'Insee en 2022.
Elle appartient à l'unité urbaine de Traînou, une unité urbaine monocommunale constituant une ville isolée,. Par ailleurs la commune fait partie de l'aire d'attraction d'Orléans, dont elle est une commune de la couronne,. Cette aire, qui regroupe 136 communes, est catégorisée dans les aires de 200 000 à moins de 700 000 habitants,.

### Occupation des sols
L'occupation des sols de la commune, telle qu'elle ressort de la base de données européenne d’occupation biophysique des sols Corine Land Cover (CLC), est marquée par l'importance des territoires agricoles (56,4 % en 2018), en diminution par rapport à 1990 (59,4 %). La répartition détaillée en 2018 est la suivante : 
terres arables (48,1 %), forêts (28,3 %), milieux à végétation arbustive et/ou herbacée (7,6 %), zones urbanisées (5,9 %), prairies (5,2 %), zones agricoles hétérogènes (3,1 %), espaces verts artificialisés, non agricoles (1,8 %).
L'évolution de l’occupation des sols de la commune et de ses infrastructures peut être observée sur les différentes représentations cartographiques du territoire : la carte de Cassini (XVIIIe siècle), la carte d'état-major (1820-1866) et les cartes ou photos aériennes de l'IGN pour la période actuelle (1950 à aujourd'hui).

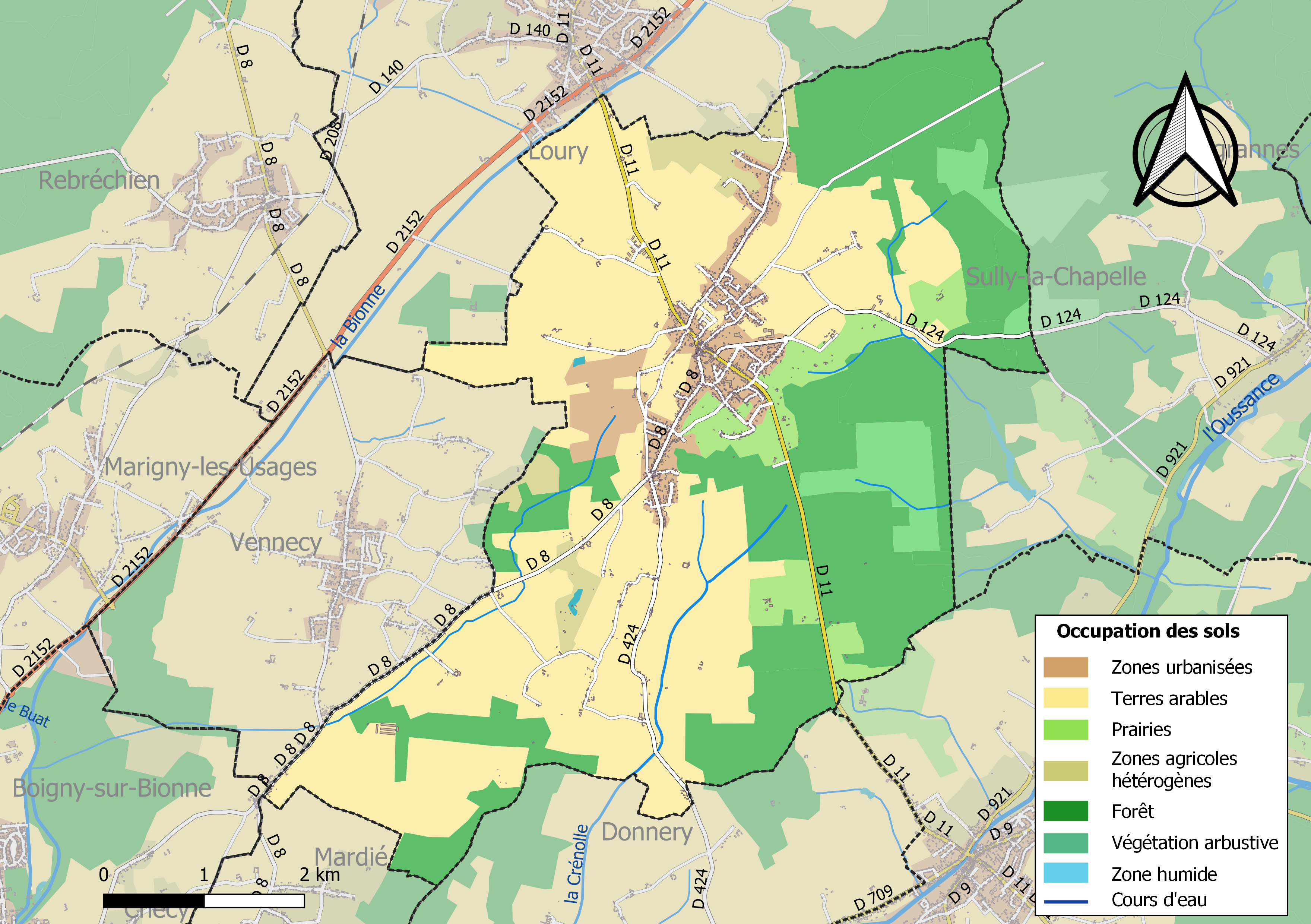
Carte des infrastructures et de l'occupation des sols de la commune en 2018 (CLC).
Carte orthophotographique de la commune en 2016.

### Planification

#### Plan local d'urbanisme
La commune prescrit l'élaboration d'un plan d'occupation des sols en avril 1984. Le document est approuvé en novembre 1993 puis modifié à plusieurs reprises.
La loi relative à la solidarité et au renouvellement urbains du 13 décembre 2000, dite loi SRU, complétée par la loi urbanisme et habitat du 2 juillet 2003, marque une évolution de la planification urbaine en créant notamment les plans locaux d’urbanisme (PLU), vecteurs de projets de territoire, appelés à se substituer progressivement aux plans d’occupation des sols. Le PLU contient deux éléments nouveaux par rapport au POS : le plan d'aménagement et de développement durable (PADD), qui exprime le projet de la ville par des orientations générales en matière d'urbanisme, de développement, d'équipement et de préservation de l'environnement et les orientations d'aménagement et de programmation (OAP) qui correspondent à des zooms qui peuvent porter sur des quartiers ou secteurs à mettre en valeur, réhabiliter, restructurer ou aménager, ou sur l'aménagement d'un espace public, etc. Dans ce cadre le conseil municipal prescrit la révision du Plan d’occupation des sols et sa transformation en plan local d'urbanisme le 26 mars 2004. Après une enquête publique qui se déroule en octobre 2007, le document est approuvé le 8 janvier 2008,.

#### Documents d'orientations intercommunaux
La commune est membre du pays Forêt d'Orléans - Val de Loire, qui regroupe 32 communes. En 2012 les Pays Forêt d'Orléans Val de Loire, Loire Beauce et Sologne Val-sud sont les seuls territoires du département du Loiret ne disposant pas de schéma de cohérence territoriale (SCoT). Compte tenu  de l'intérêt de cet outil pour l'avenir des territoires, les élus de ces pays décident d'engager une démarche commune d'élaboration de SCoT. Le comité syndical du Pays Forêt d'Orléans - Val de Loire décide de prendre le 8 octobre 2015 la compétence « élaboration, gestion et suivi du Schéma de Cohérence Territoriale » et, après avis favorable conforme des différentes communes membres (le 19 novembre 2015 pour Traînou), le préfet approuve la modification des statuts en ce sens le 19 février 2016. Les trois SCoT sont lancés officiellement et simultanément à La Ferté-Saint-Aubin le 21 juin 2014, l'assistance à maîtrise d'ouvrage étant confiée à un seul bureau d'études. Après étude et concertation de 2014 à 2017, le document doit être approuvé en 2018.

### Voies de communication et transports

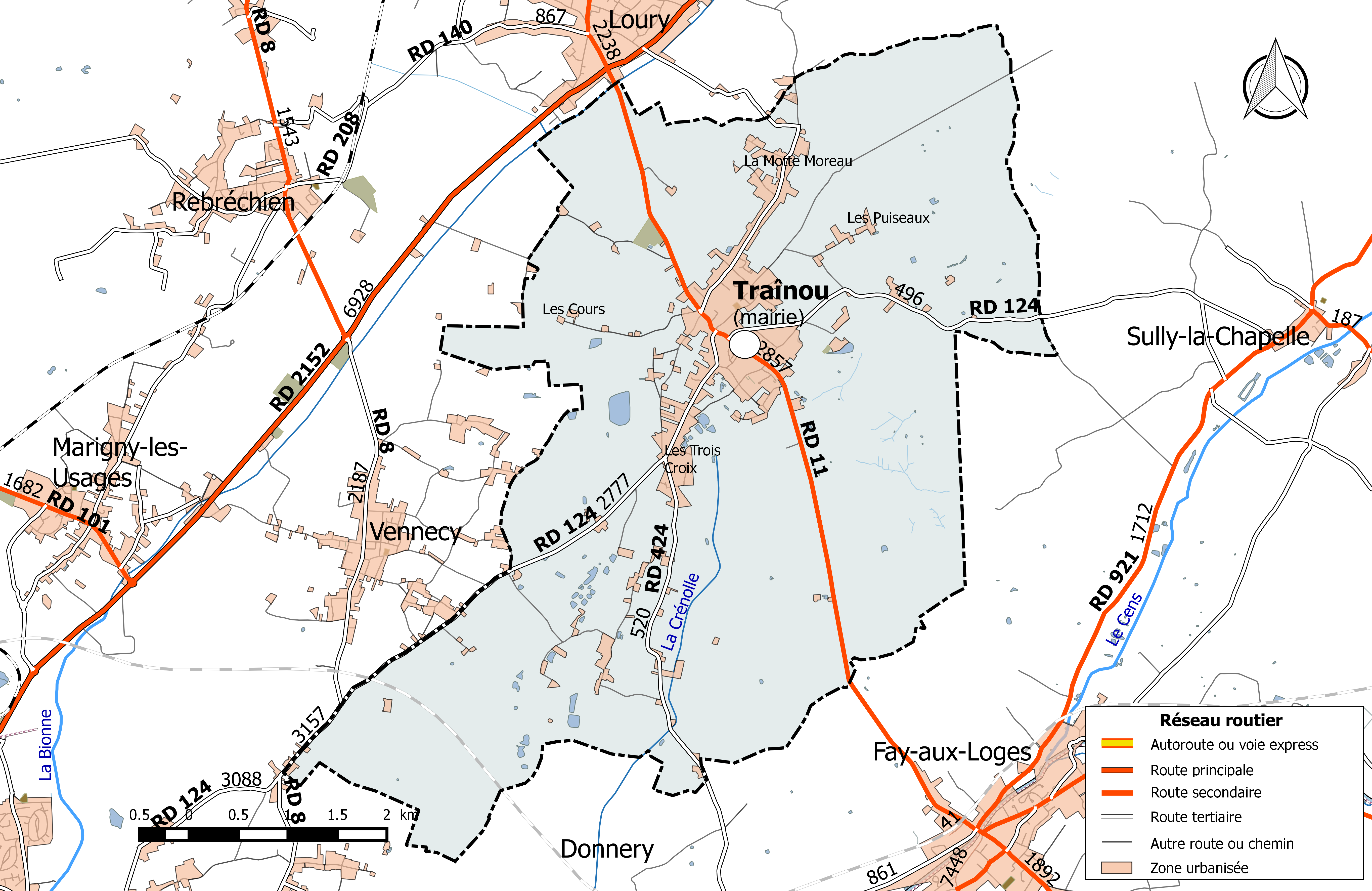
Réseau routier principal de la commune de Traînou (avec indication du trafic routier 2014).

#### Infrastructures routières
La commune est traversée par trois routes départementales : la RD 11 (2 857 véhicules/jour en 2014), qui relie Tigy à Tivernon, 
la RD 124 (2 777 véhicules/jour), qui relie Sully-la-Chapelle à Boigny-sur-Bionne et  
la RD 424 (520 véhicules/jour), qui relie la commune à Saint-Denis-de-l'Hôtel.
Complétant ces voies, la commune est sillonnée de plusieurs voies communales et chemins ruraux  desservant ses fermes et hameaux et les bourgs environnants.

#### Transports en commun routiers
En 2016, Traînou est desservie par la ligne régulière no 16 du réseau d'autocars interurbains Ulys qui relie Ingrannes - Sully la Chapelle - Traînou - Vennecy - Orléans. Des correspondances SNCF sont assurées à la gare d'Orléans et TAO et Transbeauce à la Gare routière d'Orléans. À compter du 1er janvier 2017, la compétence des services de transports routiers interurbains, réguliers et à la demande est transférée des départements aux régions, et donc localement du département du Loiret à la région Centre-Val de Loire, consécutivement à la loi NOTRe du 7 août 2015. C'est donc le Réseau de Mobilité Interurbaine (Rémi) qui dessert désormais cette ligne depuis le 1er septembre de la même année, signant l'arrêt de l"ancien service.

### Risques majeurs
La commune de Traînou est vulnérable à différents aléas naturels : climatiques (hiver exceptionnel ou canicule), mouvements de terrain ou sismique (sismicité très faible). Elle est également exposée à un risque technologique : le risque de transport de matières dangereuses. 
Entre 1989 et 2019, neuf arrêtés ministériels ayant porté reconnaissance de catastrophe naturelle ont été pris pour le territoire de la commune  : cinq  pour des inondations et coulées de boue et quatre pour des mouvements de terrain.

#### Risques naturels
Le territoire de la commune peut être concerné par un risque d'effondrement de cavités souterraines non connues. Une cartographie départementale de l'inventaire des cavités souterraines et des désordres de surface a été réalisée. Il a été recensé sur la commune plusieurs effondrements de cavités.
Par ailleurs, le sol du territoire communal peut faire l'objet de mouvements de terrain liés à la sècheresse. Le phénomène de retrait-gonflement des argiles est la conséquence d'un changement d'humidité des sols argileux. Les argiles sont capables de fixer l'eau disponible mais aussi de la perdre en se rétractant en cas de sècheresse. Ce phénomène peut provoquer des dégâts très importants sur les constructions (fissures, déformations des ouvertures) pouvant rendre inhabitables certains locaux. Celui-ci a particulièrement affecté le Loiret après la canicule de l'été 2003. Une grande partie du territoire de la commune est exposée à un aléa « fort » face à ce risque, selon l'échelle définie par le Bureau de recherches géologiques et minières (BRGM).
Depuis le 22 octobre 2010, la France dispose d’un nouveau zonage sismique divisant le territoire national en cinq zones de sismicité croissante. La commune, à l’instar de l’ensemble du département,  est concernée par un risque très faible.

#### Risques technologiques
La commune est exposée au risque de transport de matières dangereuses, en raison du passage sur son territoire d'un gazoduc,,.

## Toponymie
Deux origines du nom de Traînou sont possibles. La première le ferait descendre de Trianum, domaine gallo-romain non attesté ;
La seconde suppose qu'il viendrait de Trois Noues, une noue étant une dépression du sol qui absorbe l'eau. La commune en est parsemée et l'église Saint-Pierre est connue pour être bâtie sur une source. À la suite de l’utilisation du terme par des Orléanais, des Parisiens, des Français extérieur au village et par la fin les locaux ; Trois-Noues à progressivement changé pour Traînou, nom actuel de la ville.

## Histoire

### Révolution française et Empire

#### Nouvelle organisation territoriale
Le décret de l'Assemblée Nationale du 12 novembre 1789 décrète « il y aura une municipalité dans chaque ville, bourg, paroisse ou communauté de campagne ». Ce décret ne crée pas encore les communes, mais les municipalités, témoignant et entretenant une confusion entre l'institution et le territoire et ouvrant la porte à un nombre considérable de municipalités.  En 1790, dans le cadre de la création des départements, le Loiret compte alors 367 municipalités, rattachées à 59 cantons et 7 districts. La municipalité de Trainou est rattachée au canton de Rébréchien et au district de Neuville.  Le terme « commune », au sens de l’administration territoriale actuelle, est imposé par le décret de la Convention nationale du 10 brumaire an II (31 octobre 1793) : « La Convention nationale, sur la proposition d’un membre, décrète que toutes les dénominations de ville, bourg ou village sont supprimées et que celle de commune leur est substituée ». Ainsi la municipalité de Trainou devient formellement « commune de Trainou » en 1793.
Les cantons sont supprimés, en tant que découpage administratif, par une loi du 26 juin 1793, et ne conservent qu'un rôle électoral, permettant l’élection des électeurs du second degré chargés de désigner les députés,. La Constitution du 5 fructidor an III, appliquée à partir de vendémiaire an IV (1795) supprime les districts, considérés comme des rouages administratifs liés à la Terreur, mais maintient les cantons qui acquièrent dès lors plus d'importance en retrouvant une fonction administrative.Enfin, sous le Consulat, un redécoupage territorial visant à réduire le nombre de justices de paix ramène le nombre de cantons dans le Loiret de 58 à 31,. Traînou est alors rattachée au canton Chécy et à l'Arrondissement d'Orléans par arrêté du 9 vendémiaire an X (1er octobre 1801),,. En 1806, la commune est rattachée au canton de Neuville, un canton nouveau formé d'une commune de l'ancien canton d'Ingré, supprimé, de sept communes issues du canton de Neuville et de trois issues du canton de Patay. Cette organisation va rester inchangée jusqu'en 2014.

### Époque contemporaine
Pendant la Seconde Guerre mondiale, le 7 janvier 1944, un bombardier B-24 D Liberator américain, le Los Angeles City Limits, s'est écrasé dans la forêt, au nord-est de Traînou.

## Politique et administration

### Découpage territorial

#### Intercommunalité
La commune de Traînou est membre de la communauté de communes de la Forêt, un établissement public de coopération intercommunale (EPCI) à fiscalité propre créé le 1er janvier 2000 dont le siège est à Neuville-aux-Bois. Ce dernier est par ailleurs membre d'autres groupements intercommunaux : le Pôle d’équilibre territorial et rural Forêt d'Orléans-Loire-Sologne (ex pays Forêt d'Orléans-Loire-Sologne), l’Agence Loiret Numérique, le Syndicat mixte de la production d'eau potables de la Sevinerie, le Syndicat mixte pour la collecte et le traitement des déchets ménagers de l'arrondissement de Pithiviers (SMITOMAP), le SMIRTOM de la région d'Artenay, le SM des bassins versants de la Bionne et du Cens.

#### Circonscriptions de rattachement
Sur le plan administratif, elle est rattachée à l'arrondissement d'Orléans, au département du Loiret et à la région Centre-Val de Loire. Sur le plan électoral, elle dépend du  canton de Fleury-les-Aubrais pour l'élection des conseillers départementaux, depuis le redécoupage cantonal de 2014 entré en vigueur en 2015, et de la cinquième circonscription du Loiret  pour les élections législatives, depuis le dernier découpage électoral de 2010.

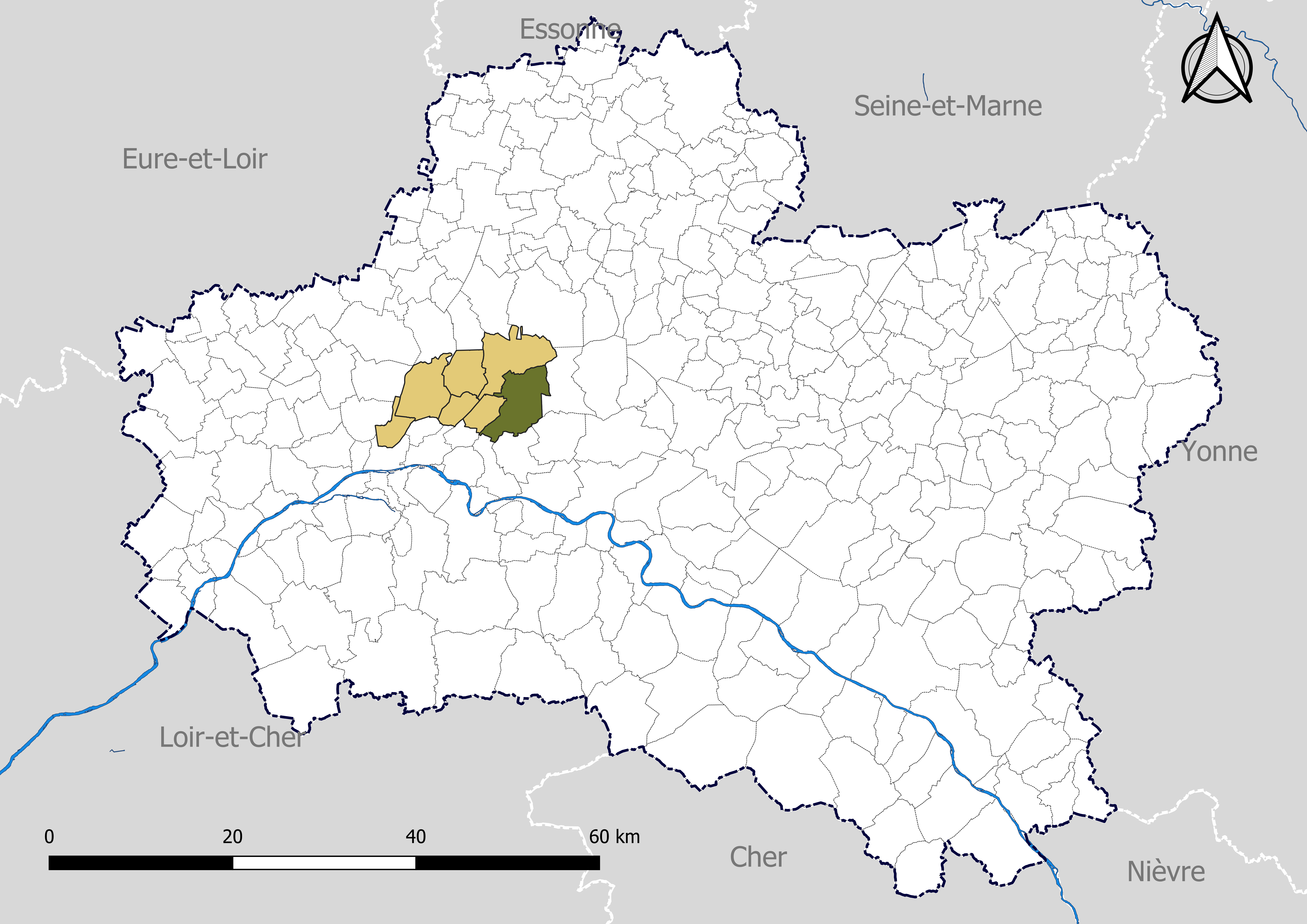
Traînou dans le canton de Fleury-les-Aubrais en 2020.
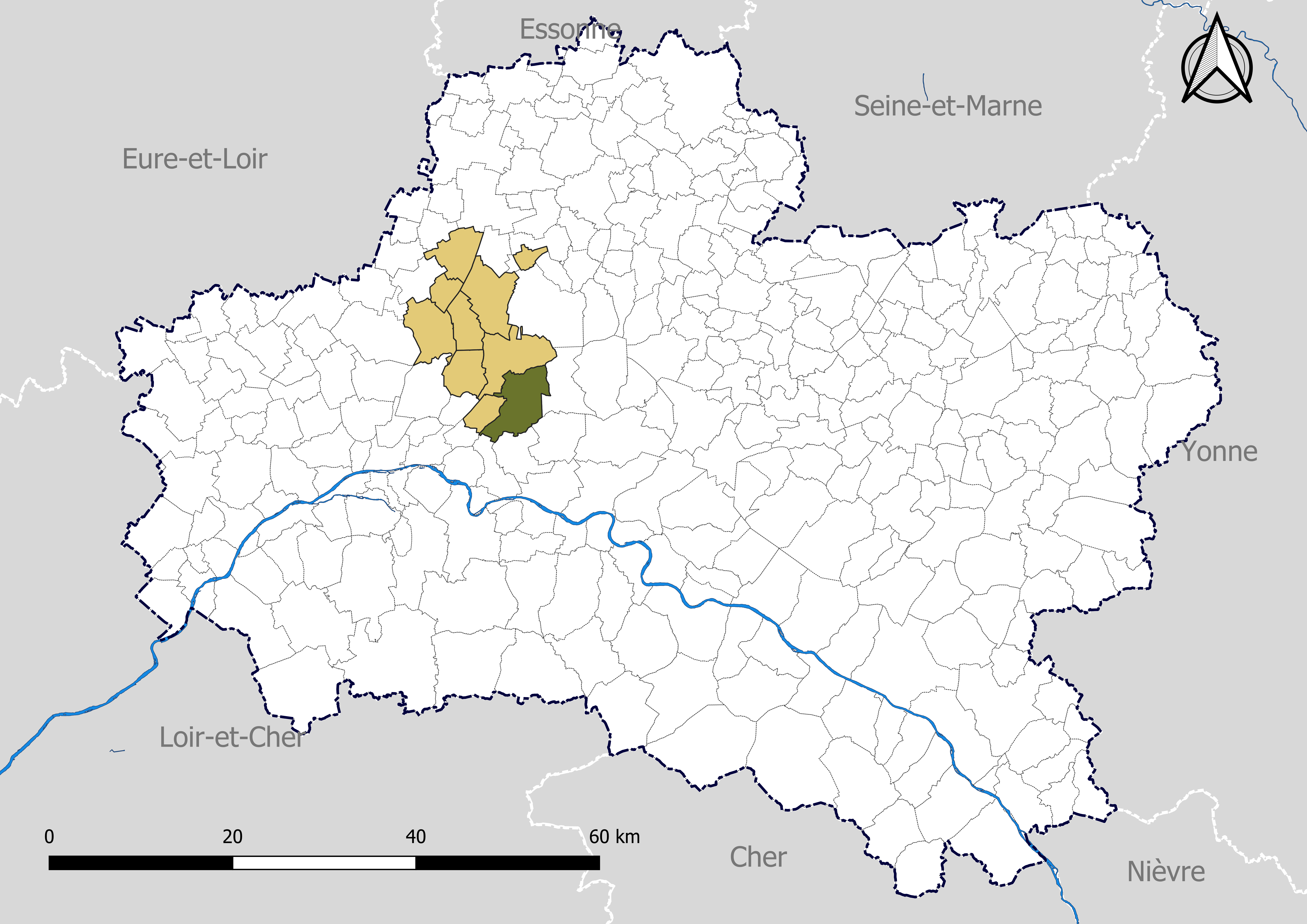
Traînou dans la communauté de communes de la Forêt en 2020.
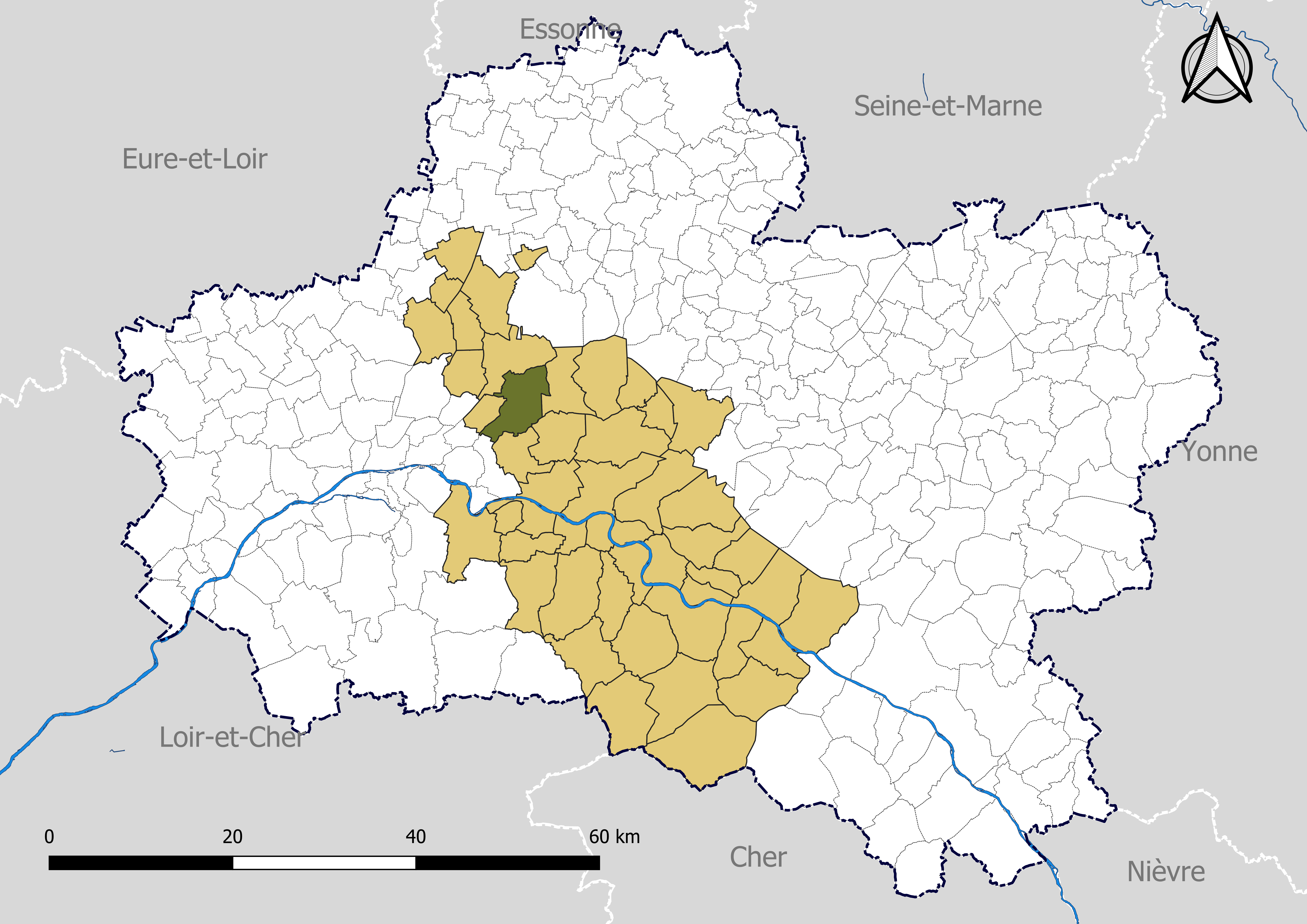
Traînou dans le Pôle d'équilibre territorial et rural (PETR) Forêt d'Orléans-Loire-Sologne en 2020.
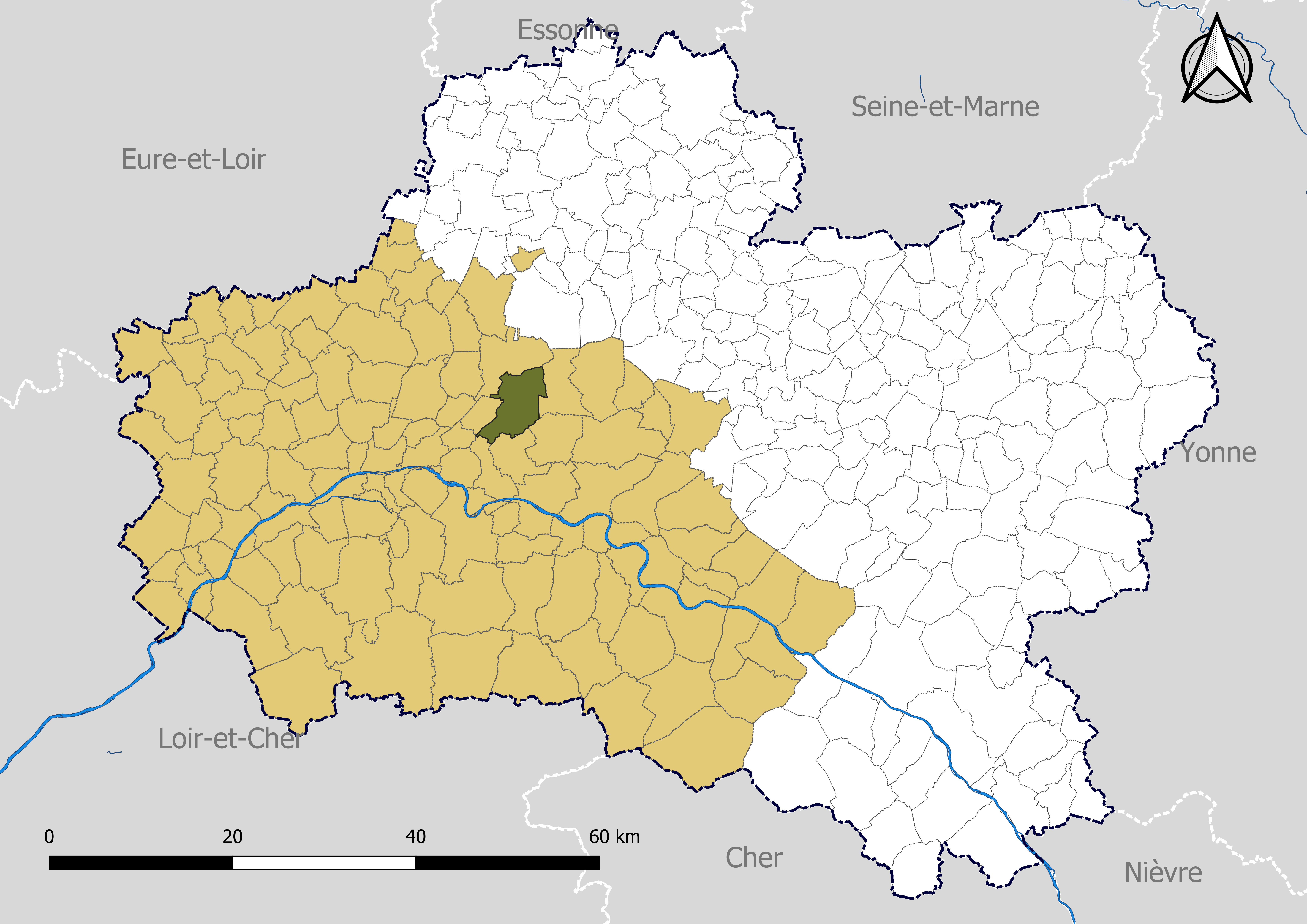
Traînou dans l'arrondissement d'Orléans en 2020.

### Élections municipales et communautaires

#### Élections de 2020
| Tête de liste     | Suffrages | Pourcentage | CM | CC |
| ----------------- | --------- | ----------- | -- | -- |
| Aymeric Pépion    | 587       | 50,26 %     | 18 | 4  |
| Giorgio Ventolini | 581       | 49,74 %     | 5  | 1  |

Le conseil municipal de Traînou, commune de plus de 1 000 habitants, est élu au scrutin proportionnel de liste à deux tours (sans aucune modification possible de la liste),  pour un mandat de six ans renouvelable. Il est composé de 23 membres. Lors des élections municipales de 2020, les 23 conseillers municipaux ont été élus au premier tour avec un taux de participation de 46,8 %, se répartissant en 18 pour la liste conduite par Aymeric Pépion et 5 pour la liste conduite par Giorgio Ventolini. Aymeric Pépion est élu maire le 28 mai 2020, pour un mandat de six ans.
Dans les communes de 1 000 habitants et plus, les conseillers sont élus au suffrage direct à la fois pour un mandat de conseiller municipal et pour un mandat de conseiller communautaire. Les 5 sièges attribués à la commune au sein de la communauté de communes de la Forêt, sont élus dès le premier tour : quatre issus de la liste menée par Aymeric Pepion et un de la liste menée par Giorgio Ventolini.

#### Chronologie des maires
| Période                                  | Période   | Identité           | Étiquette         | Qualité                                                                       |
| ---------------------------------------- | --------- | ------------------ | ----------------- | ----------------------------------------------------------------------------- |
| mars 1971                                | juin 1995 | Serge de Leeuw     |                   |                                                                               |
| juin 1995                                | mars 2008 | Serge Silva        | DVG               | Serrurier métallier                                                           |
| mars 2008                                | mars 2014 | Michel Pothain     | DVD               | Retraité                                                                      |
| mars 2014                                | mai 2020  | Jean-Yves Gueugnon | DVD               | Ingénieur                                                                     |
| mai 2020                                 | En cours  | Aymeric Pépion     | DVD puis Horizons | Directeur Commercial, Vice-président de la communauté de communes de la Forêt |
| Les données manquantes sont à compléter. |           |                    |                   |                                                                               |

## Équipements et services

### Environnement

#### Gestion des déchets
Au 31 décembre 2016, la commune est membre du SITOMAP de la région Pithiviers, créé en 1968. Celui-ci assure la collecte et le traitement des ordures ménagères résiduelles, des emballages ménagers recyclables  et des encombrants en porte à porte et du verre en points d’apport volontaire. Un réseau de huit déchèteries accueille les encombrants et autres déchets spécifiques (déchets verts, déchets dangereux, gravats, ferraille, cartons…). La déchèterie la plus proche de la commune est située sur la commune de Loury.
L'élimination et la valorisation énergétique des déchets ménagers et de ceux issus de la collecte sélective sont effectuées dans l'outil de traitement appelé BEGEVAL, installé à Pithiviers et géré par le syndicat de traitement Beauce Gâtinais Valorisation (BGV) qui regroupe le territoire des trois syndicats de collecte : SMETOM, SITOMAP et SIRTOMRA. Cet outil est composé d’un centre de valorisation matière qui trie les emballages issus de la collecte sélective, les journaux-magazines et les cartons de déchèteries, et d’un centre de valorisation énergétique qui incinère les ordures ménagères résiduelles et le tout-venant incinérable des déchèteries ainsi que les refus du centre de tri.
Depuis le 1er janvier 2017, la « gestion des déchets ménagers » ne fait plus partie des compétences de la commune mais est une compétence obligatoire de la communauté de communes de la Forêt en application de la loi NOTRe du 7 août 2015.

#### Production et distribution d'eau
Le service public d’eau potable est une compétence obligatoire des communes depuis l’adoption de la loi du 30 décembre 2006 sur l’eau et les milieux aquatiques. Au 31 décembre 2016, la production de l'eau potable sur le territoire communal est assurée par le syndicat de production d'eau potable de Trainou - Loury, un syndicat créé en 1998 desservant deux communes : Loury et Traînou,, et la distribution par  la commune elle-même.
La loi NOTRe du 7 août 2015 prévoit que le transfert des compétences « eau et assainissement » vers les communautés de communes sera obligatoire à compter du 1er janvier 2020. Le transfert d’une compétence entraîne  de  facto  la  mise  à disposition  gratuite  de  plein droit des biens, équipements et services publics utilisés, à la date du transfert, pour l'exercice de ces compétences et la substitution de la communauté dans les droits et obligations des communes,.

#### Assainissement
La compétence assainissement, qui recouvre obligatoirement la collecte, le transport et l’épuration des eaux usées, l’élimination des boues produites, ainsi que le contrôle des raccordements aux réseaux publics de collecte, est assurée  par la commune elle-même.
La commune est raccordée à une station d'épuration située sur le territoire communal mise en service le 1er janvier 1993 et dont la capacité nominale de traitement est de  3 000 EH, soit 600 m3/jour. Cet équipement utilise un procédé d'épuration biologique dit « à boues activées ». Son exploitation est assurée par Traînou,.
L’assainissement non collectif (ANC) désigne les installations individuelles de traitement des eaux domestiques qui ne sont pas desservies par un réseau public de collecte des eaux usées et qui doivent en conséquence traiter elles-mêmes leurs eaux usées avant de les rejeter dans le milieu naturel. En 2016, la communauté de communes de la Forêt assure le service public d'assainissement non collectif (SPANC), qui a pour mission de vérifier la bonne exécution des travaux de réalisation et de réhabilitation, ainsi que le bon fonctionnement et l’entretien des installations,.

## Population et société

### Démographie
L'évolution du nombre d'habitants est connue à travers les recensements de la population effectués dans la commune depuis 1793. Pour les communes de moins de 10 000 habitants, une enquête de recensement portant sur toute la population est réalisée tous les cinq ans, les populations de référence des années intermédiaires étant quant à elles estimées par interpolation ou extrapolation. Pour la commune, le premier recensement exhaustif entrant dans le cadre du nouveau dispositif a été réalisé en 2008.
En 2022, la commune comptait 3 419 habitants, en évolution de +3,83 % par rapport à 2016 (Loiret : +1,89 %, France hors Mayotte : +2,11 %).
| 1793 | 1800 | 1806 | 1821 | 1831  | 1836  | 1841  | 1846  | 1851  |
| ---- | ---- | ---- | ---- | ----- | ----- | ----- | ----- | ----- |
| 860  | 869  | 897  | 872  | 1 027 | 1 166 | 1 200 | 1 245 | 1 235 |

| 1856  | 1861  | 1866  | 1872  | 1876  | 1881  | 1886  | 1891 | 1896  |
| ----- | ----- | ----- | ----- | ----- | ----- | ----- | ---- | ----- |
| 1 234 | 1 225 | 1 217 | 1 165 | 1 150 | 1 082 | 1 075 | 975  | 1 002 |

| 1901 | 1906 | 1911 | 1921 | 1926 | 1931 | 1936 | 1946 | 1954 |
| ---- | ---- | ---- | ---- | ---- | ---- | ---- | ---- | ---- |
| 965  | 948  | 925  | 827  | 771  | 731  | 693  | 656  | 685  |

| 1962 | 1968 | 1975  | 1982  | 1990  | 1999  | 2006  | 2008  | 2013  |
| ---- | ---- | ----- | ----- | ----- | ----- | ----- | ----- | ----- |
| 726  | 861  | 1 330 | 1 952 | 2 618 | 2 796 | 3 011 | 3 073 | 3 240 |

| 2018  | 2022  | - | - | - | - | - | - | - |
| ----- | ----- | - | - | - | - | - | - | - |
| 3 393 | 3 419 | - | - | - | - | - | - | - |

## Culture locale et patrimoine

### Lieux et monuments
- L'église paroissiale Saint-Pierre du XIIe siècle, dont la façade fut reconstruite en 1876, avec : le chœur du XIIIe siècle, le clocher du XVe siècle, le porche du XVIIe siècle et la chapelle de la Vierge du XVIIIe siècle ;
- La commune accueille l'émetteur de TéléDiffusion de France qui diffuse la radio et la télévision sur l'ensemble des départements du Loiret, d'Eure-et-Loir et sur une partie du Loir-et-Cher ;
- La commune est située dans la zone de protection spéciale forêt d'Orléans du réseau Natura 2000[92].

### Patrimoine culturel
- Cinémobile.

### Héraldique
| Blason de Traînou | Les armes de Traînou se blasonnent ainsi : D'azur au chevron d'or accompagné de trois maisons en pignon d'argent maçonnées et ouvertes de sable. |

## Sport
La 19e étape du Tour de France 1973 a emprunté le territoire de la commune.